# أتارينتيكي داردي
أتارينتيكي داردي («أي طريق يؤدي إلى منزل خالتي؟») هو فيلم درامي كوميدي هندي بلغة التيلجو لعام 2013 من تأليف وإخراج تريفيكرام سرينيفاس. الفيلم النجوم باوان كاليان، سامانثا، وبرانيثا سوبحاش بينما نادهية، بومان ايراني، وبراماناندام لعب أدوار مساعدة. تم إنتاج الفيلم بواسطة BVSN براساد تحت شعار سري فينكاتيسوارا سينما شيترا بالتعاون مع ريلاينس انترتينمنت. قام ديفي سري براساد بتأليف الألبوم الصوتي والنتيجة الخلفية. كان براساد موريلا هو المصور السينمائي. يركز الفيلم على غوتام ناندا، وهو وريث تجاري يعمل كسائق في منزل عمته المنفصل سوناندا لإصلاح علاقتها المتوترة مع جده راغونداندان الذي طردها لتزوجها ضد رغباته قبل سنوات. صُنع أتارينتيكي داردي بميزانية 550 مليون. بدأ التصوير الرئيسي في يناير 2013 وانتهى في يوليو 2013، حيث تم تصوير الفيلم بشكل أساسي في حيدر أباد وحولها. تم تصوير أجزاء كبيرة في بولاشي وأوروبا. صدر الفيلم في 27 سبتمبر 2013 وتلقى استقبالًا نقديًا إيجابيًا. ظهر كأعلى فيلم تيلوجو تحقيقًا للأرباح على الإطلاق حتى تجاوزه باهوبالي: البداية (2015).
حصل الفيلم على أربع جوائز فيلم فير وثلاث جوائز جنوب الهند الدولية للأفلام وأربع جوائز ناندي وستة جوائز سانتوشام للأفلام وجائزة بي ناجي ريدي التذكارية. تم إعادة إنتاجه إلى الكانادا باسم رنا (فيلم) (2015)، في البنغالية مثل أبهيمايان (2016)، وفي التاميل مثل فانثا راجافاتان فاروفين (2019).

## القصة
راغوناندان رجل أعمال ثري لكنه غير سعيد مقيم في ميلانو. إنه يرغب في التصالح مع ابنته المنفصلة سناندا، التي طردها لأنها تزوجت من راجاسيخار ضد رغبته. يعد حفيده غوثام ناندا راغوناندان بأنه سيعيدها إلى منزلهم في عيد ميلاده الثمانين. سناندا لديها ثلاث بنات. اثنان منهم هما براميلا وساشي. يدخل غوتام المنزل باسم سيدهارتا المعروف أيضًا باسم سيدهو، وهو سائق تم تعيينه من قبل راجاسيخار بعد أن أنقذه من نوبة قلبية. يحاول غوتام جذب براميلا، لكنه يستسلم عندما يعلم أنها في حالة حب مع رجل آخر. يكره ساشي غوثام ويشك فيه ومن بادو، صديقه والممرض الذي تم تعيينه لرعاية راجاسيخار. كشفت سوناندا لاحقًا لـ غوتام أنها على دراية بهويته الحقيقية قبل الأحداث بكثير، وتحذره من الامتناع عن فعل أي شيء بنية إعادتها إلى راغونداندان. لإنقاذ حب براميلا، يذهب غوتام وبادو إلى قرية وبالصدفة، يسقط ساشي في الجيب بسبب إصابة في الرأس، وبالتالي يعاني من فقدان الذاكرة. يقدم جوثام نفسه على أنه حبيبها في الوقت الحالي. يعتقد ساشي ذلك. الثلاثي يذهبون إلى المكان؛ دخل جوثام وبادو المنزل. يهربون والعريس من هناك ويصلون إلى منزل سناندا بعد مشاجرة عنيفة مع أفراد عائلة العريس حيث يتم إحياء ذكرى ساشي. يطلب والد العروس سيدهابا تعويضًا عن الأضرار التي سببها سيدها، والتي وعدت بها سناندا بزواج ساشي من الابن الأكبر لسيدهابا. لتجنب المضاعفات، أطلق راجاسيخار غوثام. علم غوثام لاحقًا أن ساشي أحبه منذ البداية لكنه كان مترددًا في التعبير عن مشاعرها. إنه يصطاد بادهام بهاسكار، وهو من الهنود غير المقيمين ثريًا يقيم في أوغندا ولديه ميل إلى النساء، ويدخل منزل سناندا كمساعد له. يقع بهاسكار في حب ساشي لكن غوثام أحبط محاولاته مرارًا وتكرارًا. في يوم زواجها، تهرب ساشي من جوثام. أثناء انتظاره القطار المتجه إلى تشيناي، يصل رجال سيدهابا إلى المحطة لمنعهم فقط من إلقاء القبض عليهم من قبل غوثام ومساعديه، بقيادة بالو. من خلال بالو، يتعرف ساشي على الدافع الحقيقي لجوثام. يصل راجاسيخار الغاضب، مع سناندا، لإطلاق النار على غوثام، لكن راجاسيخار فوجئ بعد معرفة هويته الحقيقية. يكشف غوتام أنه في اليوم الذي غادرت فيه سوناندا المنزل، حاول راغونداندان الانتحار لكنه قتل والدة غوتام عن طريق الخطأ. يقول إنه اختار أن يحب جده رغم أنه قتل والدته. اختار سناندا أن يكرهه عندما أصاب راجاسيخار وطردهم. يدرك سوناندا وراجاسيخار حماقتهما ويتصالحان مع غوتام. يتم اختطاف ساشي من قبل أربعة أتباع عيّنهم بهاسكار حيث تروي القصة لأتباعها. يصل جوثام وبادو إلى البقعة ويتصالح ساشي مع جوثام. استولت حكومة أوغندا على ثروة بهاسكار، وتُرك له نفس المبلغ الذي هرب به من منزل راجاسيخار عندما كان يساعده في الماضي. يتصالح راغونداندان مع سوناندا، ويتم تعيين غوتام بالإجماع كرئيس تنفيذي للشركة بفضل دعم راغونداندان وسوناندا. ينتهي الفيلم بتناول العشاء مع العائلة بأكملها، ويمسك غوثام بيد راغوناندان بمودة.

## إنتاج

### تطوير
خطط تريفيكرام سرينيفاس لتوجيه باوان كاليان في فيلم أنتجته DVV Danayya ورواه السيناريو في أواخر يناير 2011. ومع ذلك، بدأ سرينيفاس في وقت لاحق جولاي (2012) بينما كان كاليان يعمل في جبار سينغ (2012) والمصور جانجاثو رامبابو (2012). تم اختيار الطاقم الفني للتعاون السابق بين كاليان وسرينيفاس، جالسا (2008)، للعمل على الفيلم. كان من المتوقع أن تنتج BVSN براساد أتارينتيكي داردي بينما كان من المتوقع أن يقوم كاليان بتخصيص التواريخ في جدوله من أكتوبر 2012. أعطى سرينيفاس اللمسات الأخيرة للسيناريو في أواخر سبتمبر 2012 وتم تأكيد ريلاينس انترتينمنت على الإنتاج المشترك. تم اختيار ديفي سري براساد كمخرج للموسيقى وعقدت الجلسات الموسيقية في برشلونة خلال استكشاف الموقع في ديسمبر 2012. تم إطلاق أتارينتيكي داردي في 23 نوفمبر 2012 في معبد فينكاتيسوارا في فيلم ناجار. تم الإبلاغ عن الفيلم ليكون على غرار نافو نااكو ناشاف (2001) الذي كتب سرينيفاس الحوارات والقصة. كما ألمح إلى أن السيناريو سوف يصور ثقافة وتقاليد التيلجو برسالة قوية. تعامل براساد موريلا مع التصوير السينمائي وتم تصوير عدد قليل من التسلسلات باستخدام كاميرا ميلو الآلية التي جلبتها بي في إس إن براساد من مومباي لأنها لم تكن متوفرة في حيدر أباد. في منتصف يوليو 2013، تم تأكيد أن العنوان هو أتارينتيكي داردي.

### التمثيل
اختار كاليان تغييرًا كاملاً وظهر بشكل يشبه المظهر الذي كان يرتديه في أفلامه السابقة كوشي (2001) وجالسا. بعد أن روى سرينيفاس السيناريو لكاليان، سأله من الذي سيلعب دور عمته وأجاب سرينيفاس أنه سيكون نادية. أعطى كاليان موافقته على اختيار سرينيفاس وتم اختيار نادية قبل أن توقع فيلم عودتها في التيلجو، ميرشي (2013). روت سرينيفاس النص في محادثة معها عبر الهاتف. بعد أن وافقت، قال إنه سيسألها عن المواعيد بعد التخطيط لجداولها. كشفت لاحقًا أنها كانت خائفة من التلبيس لكنها قامت بالدور فقط بناءً على إصرار سرينيفاس وأضافت أن مشاعر الشخصية تم ضبطها جيدًا. قرر سرينيفاس أن يلقي إليانا ديكروز دور البطولة التي عملت معه في جالسا وجولاي. تم تأكيد سامانثا كقائدة نسائية في أواخر أكتوبر 2012 وهو أول تعاون لها مع كاليان. لم يتم اختيار البطلة الثانية بعد. بحلول نهاية ديسمبر 2012، كانت معظم الأفلام التي كانت في مرحلة ما قبل الإنتاج تؤكد دورها النسائي. لهذا السبب قررت وحدة الإنتاج بدء التصوير دون تأكيد البطلة الأخرى. تم اختيار برانيثا سوبهاش لتكون ثاني امرأة رائدة في أوائل يناير 2013 وتأكد أنها تلعب دور أخت سامانثا. وصفتها برانيثا بأنها فرصة مدى الحياة وقالت إنها ستظهر في «شخصية لطيفة للغاية، فتاة مجاورة». ظهر بومان إيراني لأول مرة في التيلجو مع أتارينتيكي داردي ؛  لعب دور راجوناندان، جد شخصية كاليان. لعب كوتا سرينيفاسا راو دور سيدهاب نايدو الذي كان يتمتع بمظهر واقعي وقوي. تم اختيار نافيكا كوتيا لدور الأخت الصغرى لسامانثا وبرانيثا في أبريل 2013. لم يلقي سرينيفاس زميله المنتظم سونيل في الفيلم. منذ نجاح سونيل في فيلم مريادا رامانا (2010) وبولا رانجادو (2012) كممثل رئيسي، شعر سرينيفاس أنه لن يكون من العدل جعله يلعب دور الممثل الكوميدي. راو راميش، موكيش ريشي، براهماناندام، علي، إم إس نارايانا وبوساني كريشنا مورالي تم تمثيلهم في الأدوار الداعمة. تم تأكيد ظهور ممتاز وحمسة نانديني في أغنية "Its Time To Party" بمناسبة عودة الأول في سينما التيلجو بعد 12 عامًا من رفض المذيعة أنسويا العرض.

### التصوير
صرح براساد أثناء إطلاق الفيلم أن التصوير الرئيسي سيبدأ في منتصف ديسمبر 2012. بحث كاليان عن مواقع جديدة في إسبانيا حيث تطلبت القصة موقعًا أجنبيًا وتم التخطيط لحوالي 30 إلى 45 يومًا من جدول التصوير هناك. كانت هذه هي المرة الأولى التي ذهب فيها كاليان للبحث عن موقع وعاد في الأسبوع الأخير من ديسمبر 2012. لأسباب غير معروفة، تم تأجيل تصوير الفيلم إلى 8 يناير 2013 في أواخر ديسمبر 2012. بدأ إطلاق النار أخيرًا في 24 يناير 2013 في فندق خاص في حيدر أباد. خطط الفريق لجدول زمني جديد من 4 فبراير 2013 في بولاتشي حيث تم التخطيط لتصوير مشاهد على كاليان وسامانثا وغيرهم من الممثلين الداعمين. تم تأجيل الجدول الزمني إلى 15 فبراير 2013 وواصل سرينيفاس التصوير في حيدر أباد. بعد التصوير لبضعة أيام في حيدر أباد في مركز تجاري خاص، بدأ الجدول الزمني المخطط في بولاشي من 12 فبراير 2013.

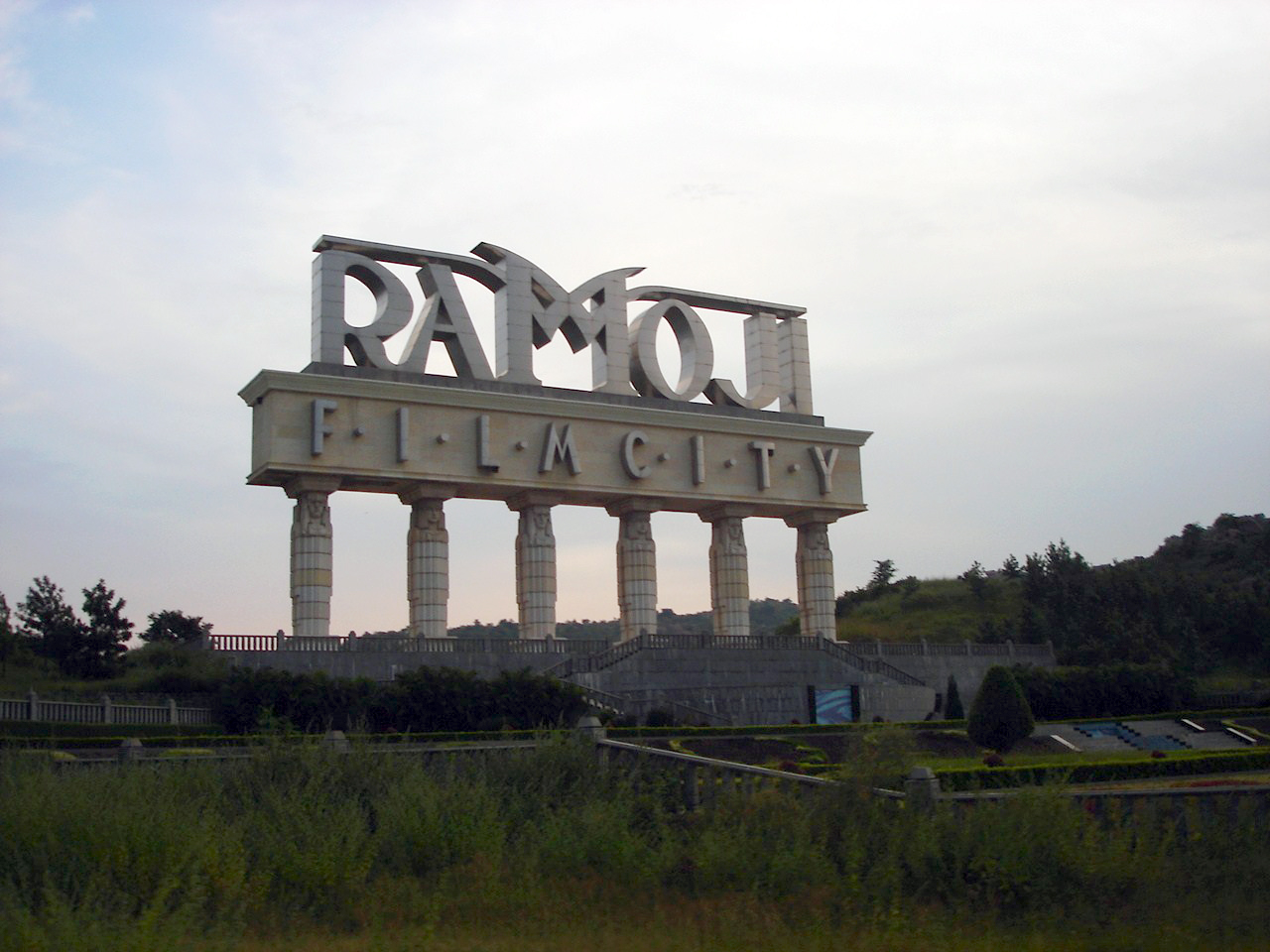
مدينة راموجي للأفلام، حيث تم تصوير على أتارينتيكي داردي بشكل ملحوظ.

تم تصوير تسلسل عمل يضم كاليان وأعضاء آخرين في أواخر فبراير 2013. بدأ الجدول الزمني التالي من 1 مارس 2013 في مجموعة أقيمت خصيصًا في مدينة راموجي للأفلام في حيدر أباد حيث تم تصوير المشاهد التي تظهر كاليان وأعضاء فريق التمثيل الآخرين. تم تصوير بعض المشاهد الحاسمة للممثلين الرئيسيين هناك في أوائل أبريل 2013. المدير الفني Ravindar يشرف على مجموعة خاصة التي تبلغ قيمتها 30 مليون روبية هندية (500٬000 دولار أمريكي). بحلول منتصف أبريل 2013، تم تصوير جزء كبير من الفيلم هناك. خطط كاليان ووحدة الفيلم للمغادرة إلى إسبانيا لتصوير تسلسلات مهمة. تم تصوير المشاهد التي تظهر الممثلين الرئيسيين في نهاية أبريل 2013 في محطة سكة حديد أقيمت في Ramoji Film City. بدأ جدول زمني جديد في Ramoji Film City اعتبارًا من 2 مايو 2013. انتهى هذا الجدول في 28 مايو 2013. أبلغت سامانثا وسائل الإعلام أن الأجزاء الناطقة بالفيلم قد اكتملت وأن جدولًا خارجيًا باقٍ. انتقل التصوير بعد ذلك إلى أوروبا في 5 يونيو 2013 لجدول زمني طويل حيث تم التخطيط لتصوير ثلاث أغانٍ، وعدد قليل من الأجزاء الناطقة وتسلسل الحركة. تم تصوير مشهد مقدمة كاليان في سويسرا بتكلفة حوالي 20 مليون روبية هندية (330٬000 دولار أمريكي). مشهد المقدمة، الذي كان أيضًا تسلسلًا للحركة، تم تصويره على جزيرة تقع في إسبانيا باستخدام طائرات هليكوبتر تحت إشراف بيتر هاين. تم تنفيذ أنشطة ما بعد الإنتاج في وقت واحد وتم الانتهاء من دبلجة النصف الأول من الفيلم. عاد الفريق من ميلان في 2 يوليو 2013. تم تصميم أغنية "Its Time to Party"، والتي تضم كاليان وسامانثا وبرانيثا وممتاج وهمسة نانديني بشكل أساسي، وتم تصويرها في مجموعة حانة أقامها أناند ساي في استوديوهات أنابورنا 7 أكريس. التصوير الرئيسي ملفوف في 14 يوليو 2013.

## الموضوعات والتأثيرات
يركز أتارينتيكي داردي على رحلة شاب يحاول إقناع ابنة جده المنفصلة بالانضمام إلى العائلة. في مراجعته، شعرت سيفي أن قصة الفيلم كانت انعكاسًا لـ نافو نااكو ناشاف (2001) وباروغو (2008). تظهر شخصية كاليان غوثام وهي تشاهد بعض الأفلام  حيث يتنكر بطل الرواية في محاولة لكسب من يهمه الأمر. في الفيلم، تحاكي شخصية براهماناندام فيلم ريدلي سكوت غلاديايتر (2000) المسمى Radiator وفاز بجوائز Bascar التي وجدها بنفسه بعد أن استوحى من جوائز الأوسكار. الحكاية الأسطورية لإندرا تغوي أهاليا بعد أن تنكرت في زي زوجها غوتاما واللعنة التي ألقاها غوتاما عليها، هي قصة ساخرة في الفيلم حيث لعب براهماناندام دورًا رئيسيًا. تم ساخر أغنيتين: واحد منهم أغنية عبادي "Kaatama Rayuda" الذي كتبه الشاعر Etla Ramadasa وألحان شيتور ف. ناجيه للفيلم سومانغالي (1940)،  والأخرى البند رقم "Kevvu Keka" كتبه ساهيثي وألحان ديفي سري براساد للفيلم جبار سينغ (2012). استند مشهد من الفيلم، المعروف باسم حلقة «شجرة بادام»، إلى مشهد مشابه من الفيلم الإنجليزي ألف كلمة عام 2012.

## موسيقى
قام ديفي سري براساد بتأليف الألبوم الصوتي الذي يتكون من 6 أغانٍ. كتب سري ماني وراماجوجايا ساستري وبراساد بنفسه كلمات ألبوم الموسيقى التصويرية، الذي تم تسويقه بواسطة موسيقى أديتيا. تم إصدار الألبوم في 19 يوليو 2013 في حدث ترويجي في شيلباكالا فيديكا مع طاقم الفيلم وطاقمه الذين حضروا الحدث. تلقى ألبوم الموسيقى التصويرية مراجعات إيجابية من النقاد.

## البث
في أواخر أبريل 2013، كان من المتوقع إطلاق سراح أتارينتيكي داردي في 7 أغسطس 2013. ثم كان من المقرر إطلاقه في 9 أغسطس 2013 عشية عيد استقلال الهند. ولكن بسبب حركة تيلانجانا المستمرة آنذاك، تم تعليق الإصدار. في وقت لاحق أعلنت BVSN Prasad رسميًا أن الفيلم سيصدر في 9 أكتوبر 2013 مع رامايا فاسثافايا (2013). لكن صانعي الفيلم أجبروا على إعادة تحديد موعد الإصدار إلى 27 سبتمبر 2013 بعد 90 دقيقة من اللقطات التي تم تسريبها على الإنترنت. في المتوسط، تم بيع 80٪ من تذاكر الفيلم في جميع الشاشات للأيام الثلاثة الأولى في حيدر أباد. وبصرف النظر عن الهند، صدر الفيلم في الولايات المتحدة والمملكة المتحدة وألمانيا وكندا ودبي.

## التوزيع
تم الحصول على الحقوق المسرحية في منطقة نظام من قبل السينما العالمية في أواخر أبريل 2013 بسعر قياسي لم يكشف عنه بعد،  والذي تم الكشف عنه لاحقًا على أنه 120 مليون روبية هندية (2٫0 مليون دولار أمريكي) في أوائل يونيو 2013. أعلنت أفلام My3 منخفضة في 26 أبريل 2013 أنها حصلت على التوزيع الخارجي وحقوق DVD للفيلم. حصل نافين الذي مول العديد من شركات التوزيع الخارجية، على حقوق هذا الفيلم في الخارج نيابة عن My3 Movies مقابل 70 مليون روبية هندية (1٫2 مليون دولار أمريكي)والتي وفقًا لـ سيفي كانت «مقامرة كبيرة». حصلت شركة Colors Media على حقوق التوزيع في المملكة المتحدة من My3 Movies في أواخر يوليو 2013. حصلت شركة لرغان الترفيه على حقوق التوزيع المسرحي في أستراليا في أوائل أغسطس 2013.

## تسويق
كان ساي جوبال، الذي ساعد تريفيكرام منذ سوايامفارام (1999)، مسؤولاً عن الأنشطة الترويجية للفيلم. تم الكشف عن أول ملصق يظهر كاليان في قميص أحمر وسروال كارغو داكن في 13 يوليو 2013. تم إصدار أول إعلان تشويقي مدته 23 ثانية في اليوم التالي. في غضون يوم واحد من صدوره، حصد الفيديو الذي نشرته idlebrainlive على يوتيوب أكثر من 190 ألف زيارة وحوالي 6200 إعجاب. اعتبارًا من 16 يوليو 2013، جلبت الدعابة أكثر من 300000 مليون نتيجة وحوالي 9000 إعجاب، مما وضع رقمًا قياسيًا لأي فيديو Telugu تم تحميله على YouTube في ذلك الوقت. بحلول نهاية اليوم التالي، تمت مشاهدة الإعلان التشويقي 706,927 مرة وتلقى أكثر من 6000 تعليق. تم إصدار المقطع الدعائي المسرحي في 19 يوليو 2013 لمراجعات إيجابية. كتبت خدمة الأخبار الهندية الآسيوية في استعراضها للمقطورة، «من حيث القيمة التجارية، فإن المقطع الدعائي الباهر لـ أتارينتيكي داردي هو مزيج من الحركة والكوميديا والرومانسية والدراما بنسب مناسبة. لم يتنازل تريفيكرام عن أي شيء، بما في ذلك خطوط الثقب الخاصة لباوان كاليان، والتي يتفوه بها بأسلوب توقيعه مع تلميح من السخرية.»  كتب Oneindia Entertainment : «يبدو أن أتارينتيكي داردي هو فنان خارج المنزل مع شعار مناسب» الاحتفال بالترفيه «. كما أنها ستكون عالية في الحصة الترفيهية حيث يقوم بعض الكوميديين المشهورين برامهاناندام وسرينيفاس ريدي وعلي دغدغة عظام الجماهير المضحكة». تم إصدار مقطع الفيديو الذي يظهر كاليان وهو يسجل أغنية «كاتاما ريودا» في 4 أغسطس 2013. تلقى الفيديو استجابة إيجابية ووفقًا لتقرير تايمز أوف إينديا، كان رأي معجبين كاليان أن الأغنية التي ألفها ديفي سري براساد تذكرهم بالأغنية التي غناها كاليان في فيلم ثامودو (1999)  في أواخر أكتوبر 2013، خطط المصنّعون لإضافة مشهدين آخرين كعمل ترويجي لتثبيط انتهاك حقوق النشر. تمت إضافة ست دقائق من اللقطات للفيلم الذي تم عرضه اعتبارًا من 31 أكتوبر 2013.

### انتهاك حقوق الملكية
في ليلة 22 سبتمبر 2013، تم تسريب مقطع فيديو مدته 90 دقيقة على الإنترنت وتم نشره على نطاق واسع. قدمت BVSN Prasad شكوى في اليوم التالي ضد انتهاك حقوق النشر، وطلبت الحماية الإلكترونية لـ أتارينتيكي داردي. بسبب هذا الحادث، تم تأجيل عرض الفيلم إلى 27 سبتمبر 2013. أدانت بطل الفيلم سامانثا  بالإضافة إلى مشاهير آخرين مثل سيدهارث وهاريش شانكار وإس راجامولي ورام جوبال فارما ونيثين، قانون التوزيع غير المصرح به. ومع ذلك، اشتبهت الشرطة في البداية في أن الحادث قد يكون حيلة دعائية قام بها أشخاص استثمروا في الفيلم. عند إطلاعه على البيع المزعوم للفيلم بتنسيقات إلكترونية مختلفة في الأقراص المضغوطة ومتاجر الهواتف المحمولة في مدينة بيدانا، نشر المشرف على الشرطة ج. القضية. أطلقت الشرطة عملية بحث عن الأقراص المدمجة غير المرخصة في متاجر الأقراص المدمجة في جميع أنحاء المنطقة. تمت مصادرة الأقراص المدمجة والأقراص الصلبة من صالات الفيديو والمتاجر التي تستأجر الأقراص المدمجة في منطقة كريشنا، وتم احتجاز بعض أصحاب المتاجر للاستجواب. ونزل مشجعو كاليان إلى الشوارع رافعين لافتات عليها شعارات احتجاجا على القرصنة. بعد التحقيق، ألقت الشرطة القبض على خمسة أشخاص، بالإضافة إلى مساعد الإنتاج تشيكاتي أرونكومار، واستعادت عدة نسخ غير شرعية من الفيلم في 20 سبتمبر 2013. عمل أرونكومار كمساعد إنتاج لأفلام أوسارافيللي (2011) واونجول جيثا (2013)، وكلاهما من إنتاج BVSN Prasad. أخبر برابهاكارا راو وسائل الإعلام أن أرونكومار أعطى نسخة من قرص الفيديو الرقمي لصديقه وشرطة APSP في حيدر أباد، كاتا رافي، الذي أرسلها إلى صديقه، ف.سودير كومار، في 14 سبتمبر 2013. حصل مصور الفيديو، بورانكي سوريش، المقيم في بيدانا، على قرص DVD من سودهير كومار، وأعطاه لاحقًا إلى كوليبالي أنيل كومار، الذي يمتلك متجر Devi Mobiles and Cell في بيدانا. قام Anil Kumar بتحميل الفيلم المكون من جزأين إلى نظامه، وباع الجزء الأول من الفيلم لمدة 60 دقيقة لعملائه بتنسيقات مختلفة. قام أنيل كومار بحذف الملف الأصلي في نظامه بعد أن علم بمداهمات الشرطة. ومع ذلك، فقد اعترف بالجريمة أثناء التحقيق. بناءً على المعلومات التي قدمها أنيل كومار، قام فريق خاص بقيادة ماتشيليباتنام DSP KV Srinivasa Rao، بدعم من إدارة التحقيقات الجنائية في حيدر أباد، بإلقاء القبض على المشتبه بهم في حيدر أباد. رفعت الشرطة تهمًا في 24 سبتمبر 2013، ضد المشتبه بهم الخمسة بموجب البنود 63 و 65 و 66 من قانون حقوق النشر (تعديل قانون) 2010 و 429 IPC. قرر كاليان وسرينيفاس إعادة جزء كبير من أجرهم لمساعدة براساد في التغلب على الأزمة المالية الناجمة عن التسريب. أعادت سامانثا راتبها بالكامل إلى المنتجين. بقي كاليان صامتًا طوال العدد بأكمله، لكنه تحدث أخيرًا باستفاضة عن الحلقة في «شكرًا لك لقاء» من الفيلم في 14 أكتوبر 2013. قال إن هذه مؤامرة وليست قرصنة. وأضاف أنه كان على دراية كاملة بالحقائق حول من يقف وراء تسريب الفيلم ولن يجنب أحدًا وسيضرب عندما يحين الوقت.

### وسائط المنزل
تم بيع حقوق البث التليفزيوني لقناة مجهولة في منتصف يونيو 2013 بمبلغ 90 مليون روبية هندية (1٫5 مليون دولار أمريكي)وهو أعلى مبلغ دفعته قناة تلفزيونية مقابل حقوق البث التلفزيوني لفيلم من التيلجو حتى بيع حقوق اجادو (2014) إلى تلفزيون الجوزاء في يونيو 2014. تم الإعلان عن العرض التلفزيوني للفيلم في منتصف ديسمبر 2013 ليُعقد في 11 يناير 2014 في تلفزيون MAA. سجل الفيلم تصنيف TRP 19.04 والذي كان الأعلى لأي فيلم Telugu حتى الآن. تم تسويق دي في دي وبلو راى الهندي بواسطة Volga Videos. تم تسويق أقراص DVD و Blu-ray في الخارج بواسطة فيديو بهافاني.

## استقبال

### استقبال نقدي
تلقى أتارينتيكي داردي تعليقات إيجابية من النقاد وفقًا لـ إنترناشيونال بيزنس تايمز الذي وصف الفيلم بأنه «فنان عائلي مثالي» في تقريرهم الاستعراضي. أشاد سانجيثا ديفي دوندو من الصحيفة الهندوسية بمشهد ذروة الفيلم، بينما ذكر أيضًا أن تريفيكرام سرينيفاس جعل حضوره محسوسًا قبل أن يستنتج أن الفيلم «جرعة جيدة من المرح، مصمم خصيصًا لشباك التذاكر». الفصل صنف Sushil Rao من تايمز أوف إينديا الفيلم بـ 4 من 5 وكتب «الفيلم يستحق المشاهدة. الأسباب: كوميديا باوان كاليان، معارك من تأليف بيتر هاين، ومهارات الكتابة تريفيكرام سرينيفاس، والتصوير السينمائي لبراساد موريلا، وموسيقى ديفي سري براساد. أن هناك وعدًا في الفيلم هو شعور يشعر به المرء من المشاهد الافتتاحية التي تعتبر درامية». صنف سيفي الفيلم بـ 4 من 5 وذكر «إذا كنت تبحث عن الترفيه المطلق، فاعلم أن باوان كاليان وتريفيكرام لديهما هدية معبأة لك بجرعة عالية من الكوميديا. إنه الترفيه والتسلية والترفيه. إن المسرحيات المسرحية لباوان كاليان، وأدائه ومعالجة تريفيكرام للقصة البسيطة بطريقة فعالة هو ما يجعل من أتارينتيكي داردي فنانًا كبيرًا». صنف شيخار من أونينديا الفيلم بـ 4 من 5، واصفا إياه بأنه «فيلم يجب مشاهدته لمحبي باوان كاليان وتريفيكرام.»  صنف جيفي من موقع Idlebrain.com الفيلم بـ 4 من 5 وأشاد بنص سرينيفاس وأضاف أن أداء كاليان ومهارة سرينيفاس في سرد القصص «تضمن أن قلبك يتأثر أحيانًا وتضحك بشدة طوال الوقت أثناء مشاهدة الفيلم». صنفت IndiaGlitz الفيلم بـ 4 من 5 وأشاد بأداء كاليان في ذروة الفيلم، واصفة إياه بأنه «زاوية غير مرئية» قبل أن يستنتج أن الفيلم «متعة لجمهور العائلة». في المقابل، صنف سريدهار فيفان من مرآة بنغالور الفيلم 2.5 من 5 وانتقد النصف الأول من الفيلم وشعر أن «الترفيه الحقيقي» بدأ فقط بعد دخول شخصية براهماندام. كما أشاد بأداء كاليان وذروة الفيلم واتجاه سرينيفاس. راديكا راجاماني من موقع Rediff.com صنفت الفيلم 2.5 من 5 ؛ وأشادت بأداء الممثلين لكنها وصفت فيلم «أتارينتيكي دريدي» بأنه «فيلم أنيق لا يرقى إلى مستوى كونه فنان عائلي روتيني». صنف خدمة الأخبار الهندية الآسيوية الفيلم 2.5 من 5 وكتب «لسوء الحظ، يستسلم تريفيكرام لضغط النجوم ويخرج منتجًا مخيبًا للآمال للغاية. في غضون ثلاث ساعات تقريبًا، يجعلك الفيلم تتأرجح في مقاعدك، خاصةً مع الضربة العاطفية التي يقدمها في الذروة». صنف Sandeep Atreysa من ديكان كرونيكل الفيلم بـ 1.5 من 5 وشعر أن الفيلم صُنع فقط لمحبي كاليان المتحمسين والآخرين، سيبدو هذا الفيلم «عالي الأناقة ومنخفض المحتوى». ووصف أداء كاليان بأنه «البطانة الفضية» الوحيدة. الفيلم جمع 335.2 مليون روبية هندية (5٫6 مليون دولار أمريكي)بنهاية عطلة نهاية الأسبوع الأولى التي استمرت ثلاثة أيام. بحلول نهاية الأسبوع الأول، جمع الفيلم أكثر من 490 مليون روبية هندية (8٫1 مليون دولار أمريكي) في شباك التذاكر في جميع أنحاء العالم. تمكن الفيلم من الأداء الجيد على الرغم من مواجهة المنافسة من رامايا فاسثافايا وجمع 603.4 مليون روبية هندية (10 مليون دولار أمريكي)في أسبوعين في شباك التذاكر في جميع أنحاء العالم. المحلل التجاري تاران أدارش أفادت بأن حتى 13 أكتوبر 2013، الفيلم جمع 633.1 مليون روبية هندية (11 مليون دولار أمريكي)في شباك التذاكر في جميع أنحاء العالم. الفيلم جمع 655 مليون روبية هندية (11 مليون دولار أمريكي) في 19 يومًا في شباك التذاكر في جميع أنحاء العالم. الفيلم جمع 701.8 مليون روبية هندية (12 مليون دولار أمريكي) في 24 يومًا في شباك التذاكر في جميع أنحاء العالم وأصبح ثاني فيلم تيلوجو يعبر 700 مليون روبية هندية (12 مليون دولار أمريكي)بعد ماغادهيرا (2009). جمعتها 712.4 مليون روبية هندية (12 مليون دولار أمريكي)في شباك التذاكر العالمي بنهاية الأسبوع الرابع. الفيلم جمع 733.8 مليون روبية هندية (12 مليون دولار أمريكي)في شباك التذاكر العالمي في 39 يومًا. الفيلم جمع 733.6 مليون روبية هندية (12 مليون دولار أمريكي)في شباك التذاكر العالمي في ستة أسابيع. الفيلم جمع 739 مليون روبية هندية (12 مليون دولار أمريكي)في شباك التذاكر في جميع أنحاء العالم بنهاية عطلة نهاية الأسبوع السابعة. أصبح الفيلم أعلى فيلم تيلوجو تحقيقًا للأرباح على الإطلاق متجاوزًا فيلم ماغاديرا. جمعت أتارينتيكي داردي حصة عالمية من 748.8 مليون روبية هندية (12 مليون دولار أمريكي)وحقق 1.87 مليار روبية هندية (31 مليون دولار أمريكي) في حياته. ومع ذلك، بعد تشغيل باهوبالي: البداية (2015) وسريمانثودو (2015) لمدة أربعة أيام، أصبح ثالث أعلى فيلم تيلوجو إجماليًا على الإطلاق.

### الهند
جمعت أتارينتيكي داردي 108.9 مليون روبية هندية (1٫8 مليون دولار أمريكي)في يومه الأول في منطقتي أندرا براديش ونظام  محطمًا الرقم القياسي السابق في يوم الافتتاح الذي سجله بعدشة (فيلم 2013). وفقًا لـ Adarsh، جمع الفيلم 107.2 مليون روبية هندية (1٫8 مليون دولار أمريكي)في يومها الأول في منطقتي أندرا براديش ونظام. وأضاف أن الفيلم جمع أعلى مجموعات تصل إلى 32.8 مليون روبية هندية (540٬000 دولار أمريكي) من منطقة نظام تليها منطقة ريالاسيما بـ 21.5 مليون روبية هندية (360٬000 دولار أمريكي) منطقة جونتور مع 14 مليون روبية هندية (230٬000 دولار أمريكي) المنطقة الشرقية بـ 10.4 مليون روبية هندية (170٬000 دولار أمريكي)منطقة فيشاخاباتنام 8.2 مليون روبية هندية (140٬000 دولار أمريكي)، المنطقة الغربية مع 7.5 مليون روبية هندية (120٬000 دولار أمريكي)، منطقة كريشنا مع 7.1 مليون روبية هندية (120٬000 دولار أمريكي) ومنطقة نيلور 5.7 مليون روبية هندية (95٬000 دولار أمريكي). وفقًا لـ Adarsh، جمع الفيلم 54.7 مليون روبية هندية (910٬000 دولار أمريكي) في منطقتي أندرا براديش ونظام. الفيلم جمع 227.1 مليون روبية هندية (3٫8 مليون دولار أمريكي) في منطقتي أندرا براديش ونظام، 30 مليون روبية هندية (500٬000 دولار أمريكي) معًا في تاميل نادو وكارناتاكا و16.6 مليون روبية هندية (280٬000 دولار أمريكي) في بقية الهند بحلول نهاية عطلة نهاية الأسبوع الأول لمدة ثلاثة أيام أخذ رصيده في جميع أنحاء العالم إلى 335.2 مليون روبية هندية (5٫6 مليون دولار أمريكي). الفيلم جمع 37.3 مليون روبية هندية (620٬000 دولار أمريكي) مما رفع إجماليه لمدة أربعة أيام في منطقتي أندرا براديش ونظامزام إلى 259.3 مليون روبية هندية (4٫3 مليون دولار أمريكي) وبالتالي التجاوز مجاميع الأسبوع الأول من سيثما فاكيتلو سيريمال شيتو و ميرشي. وبحلول نهاية الأسبوع الأول، جمع الفيلم 350.5 مليون روبية هندية (5٫8 مليون دولار أمريكي)في منطقتي أندرا براديش ونظامام و 50 مليون روبية هندية (830٬000 دولار أمريكي)من دول أخرى. حقق الفيلم 10.8 مليون روبية هندية (180٬000 دولار أمريكي)في أول عطلة نهاية أسبوع 14.5 مليون روبية هندية (240٬000 دولار أمريكي)في الأسبوع الأول بمجموعة صافية 10.5 مليون روبية هندية (170٬000 دولار أمريكي)وحصة الموزع حوالي 5 مليون روبية هندية (83٬000 دولار أمريكي) في مكتب تاميل نادو بوكس، مما أدى إلى إنشاء رقم قياسي على الإطلاق لفيلم التيلوغية في الولاية وفقًا للمحلل التجاري Sreedhar Pillai الذي شعر أن مجموعات الفيلم قد انخفضت بسبب إطلاق رجاء راني و إيداراكوثان أسايباتاي بالاكومارا في نفس الأسبوع. حصل الفيلم على 25 مليون روبية هندية (420٬000 دولار أمريكي) في أول عطلة نهاية أسبوع و 41.1 مليون روبية هندية (680٬000 دولار أمريكي) صافٍ في أسبوعه الأول في كارناتاكا، كما حقق أيضًا رقمًا قياسيًا على الإطلاق لفيلم التيلجو. ذكر Adarsh أن أتارينتيكي داردي حصل على 15.8 مليون روبية هندية (260٬000 دولار أمريكي)في مومباي وكيرالا. تم إسقاط المجموعات نتيجة الاحتجاجات في سيماندرا على تشعب ولاية أندرا براديش بما في ذلك في مناطق رئيسية مثل نظام وسيد. أفاد أدارش أنه حتى 13 أكتوبر 2013، جمع الفيلم 473.5 مليون روبية هندية (7٫9 مليون دولار أمريكي)في منطقتي أندرا براديش ونظام. جمع الفيلم أكثر من 13 مليون روبية هندية (220٬000 دولار أمريكي)في يومه التاسع عشر مما يجعل إجماليه في منطقتي أندرا براديش ونظامزام 500 مليون روبية هندية (8٫3 مليون دولار أمريكي)مارك. احتلت المرتبة الثالثة في قائمة أعلى 10 أفلام تيلوجو من حيث الأرباح في منطقتي أندرا براديش ونظامام، وسبقها ماجاديرا وجبار سينغ. عبرت الفيلم 200 مليون روبية هندية (3٫3 مليون دولار أمريكي)في منطقة نظام و 90 مليون روبية هندية (1٫5 مليون دولار أمريكي)في منطقة Ceded خلال 20 يومًا. جمع الفيلم 9.5 مليون روبية هندية (160٬000 دولار أمريكي)في يومها الرابع والعشرين مما يجعل إجماليها في منطقتي أندرا براديش 546 مليون روبية هندية (9٫1 مليون دولار أمريكي)، مما أدى إلى هبوط جبار سينغ إلى المركز الثالث في قائمة الأفلام التي حصلت على أعلى حصة من الموزعين في ولاية أندرا براديش. وكان جبار سينغ جمعت 508.5 مليون روبية هندية (8٫4 مليون دولار أمريكي)في منطقتي أندرا براديش ونظامزام في حياته. أكمل الفيلم 25 يومًا في 21 أكتوبر 2013. الفيلم جمع 550 مليون روبية هندية (9٫1 مليون دولار أمريكي)في منطقتي أندرا براديش ونظامزام، 52.2 مليون روبية هندية (870٬000 دولار أمريكي)في ولاية كارناتاكا و 15 مليون روبية هندية (250٬000 دولار أمريكي)من باقي الدولة بنهاية أسبوعها الرابع. عبرت الفيلم 230 مليون روبية هندية (3٫8 مليون دولار أمريكي) في منطقة نظام في عطلة نهاية الأسبوع الخامسة. الفيلم جمع 577.3 مليون روبية هندية (9٫6 مليون دولار أمريكي)في منطقتي أندرا براديش ونظامزام في 39 يومًا. الفيلم جمع 580.1 مليون روبية هندية (9٫6 مليون دولار أمريكي)في منطقتي أندرا براديش ونظامزام في ستة أسابيع. أكمل الفيلم 50 يومًا في حوالي 170 دار عرض في 15 نوفمبر 2013 أكمل الفيلم 100 يوم في 32 مسارح في 4 يناير 2014. في اليوم المائة من عرضه المسرحي، تم عرض أتارينتيكي داردي في أربعة مراكز في نظام، أحد عشر في Ceded، واحد في فيشاخاباتنام، أربعة في كل من كريشنا وغوناتور، ستة ومركزان في الشرق والغرب غودافاري على التوالي.

### ما وراء البحار
وفقًا لـ Adarsh، جمع الفيلم 26.7 مليون روبية هندية (440٬000 دولار أمريكي)من المعاينات المدفوعة في شباك التذاكر بالولايات المتحدة. جمع الفيلم أكثر من 345000 دولار وحقق أكثر من إصدارات 2013 الأخرى، بادشاه وسيثما فاكيتلو سيريمال شيتو، في شباك التذاكر في الولايات المتحدة، وذكر أن الفيلم جمع 429 ألف دولار من المعاينة يوم الخميس في الولايات المتحدة، وبالتالي تجاوز مجموعات المعاينات المدفوعة لـ تشيناي إكسبريس (2013) في البلاد. ذكرت أدارش ان الفيلم جمع $ 495,000 يوم الجمعة أخذ رصيدها لمدة يومين إلى $ 924,000 أي ما يعادل حوالي 50 مليون روبية هندية (830٬000 دولار أمريكي). الفيلم جمع 61.5 مليون روبية هندية (1٫0 مليون دولار أمريكي) في الأيام الثلاثة الأولى في شباك التذاكر بالولايات المتحدة. الفيلم جمع 109.1 مليون روبية هندية (1٫8 مليون دولار أمريكي) في أول عطلة نهاية أسبوع لها في شباك التذاكر بالولايات المتحدة. وفقًا لأدارش، كان الفيلم ثالث أكبر افتتاح في الولايات المتحدة في عام 2013 بعد تشيناي إكسبريس ويه جوااني هاي ديواني وكان الفيلم الهندي الوحيد بعيدًا عن الفيلمين الآخرين الذي ظهر في قائمة أفضل 15 فيلمًا في عام 2013 في البلاد. حقق الفيلم أكثر من 1.5 مليون دولار في غضون ثلاثة أيام متجاوزًا مجموعات المعاينة لبعد شاه في الولايات المتحدة وكان من المتوقع أن يتجاوز 2 مليون دولار هناك. وبحلول نهاية عطلة نهاية الأسبوع الخامس، جمع الفيلم 2000000 $ من المسارح التي أدرجتها قياس والبحوث الشركة، رينتراك و3000000$ من المسارح غير المدرجة التي كتبها رينتراراك في شباك التذاكر في الولايات المتحدة يصل اجمالي الفيلم إلى 140 مليون روبية هندية (2٫3 مليون دولار أمريكي). جمعت ما مجموعه 60 مليون روبية هندية (1٫0 مليون دولار أمريكي)من المملكة المتحدة وأستراليا ونيوزيلندا ومنطقة الشرق الأوسط وكندا وسنغافورة وغيرها، ليصل إجماليها إلى 200 مليون روبية هندية (3٫3 مليون دولار أمريكي)، مما جعله الفيلم التيلجو الأعلى دخلاً في الخارج.
تم إعادة إنتاج الفيلم إلى الكندية باسم رنا (فيلم) في عام 2015 بواسطة ناندا كيشور. تم تجديده أيضًا باللغة البنغالية مثل أبهيمايان من إخراج راج شاكرابارتي. ساندر توجيه التاميل طبعة جديدة فانثا راجافاتان فاروفين الذي صدر في عام 2019.

## وصلات خارجية
- أتارينتيكي داردي على موقع IMDb (الإنجليزية)
- أتارينتيكي داردي على موقع روتن توميتوز (الإنجليزية)
- أتارينتيكي داردي على موقع أول موفي (الإنجليزية)
- أتارينتيكي داردي على موقع فيلمافينيتي (الإسبانية)
- أتارينتيكي داردي على موقع قاعدة بيانات الفيلم (الإنجليزية)
- أتارينتيكي داردي على موقع ليتربوكسد (الإنجليزية)
- أتارينتيكي داردي على موقع كينوبويسك (الروسية)